# Bahnradsport-Weltmeisterschaften 1930

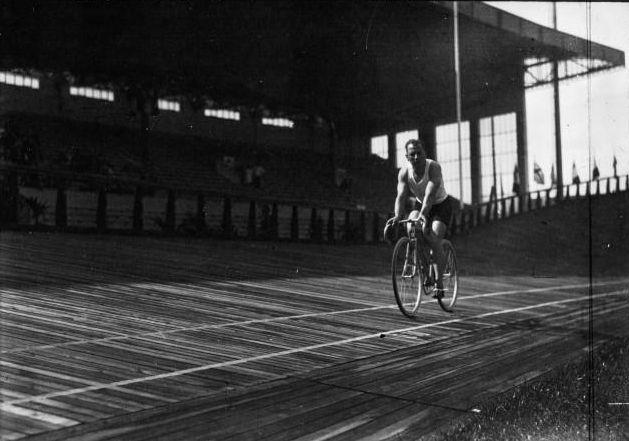
Lucien Michard bei einer Trainingsrunde im Heysel-Stadion vor Beginn der WM

Die Bahnradsport-Weltmeisterschaften 1930 fanden vom 24. bis 30. August 1930 auf der Radrennbahn im Heysel-Stadion in  Brüssel statt.
Für den Fliegerwettbewerb der Profis waren 19 Fahrer aus elf Ländern gemeldet, bei den Amateuren gingen 43 Fahrer aus 15 Ländern an den Start, darunter ein Fahrer namens Mihanoff aus Ägypten. Bei den Profi-Stehern kämpften 14 Fahrer aus acht Ländern um den WM-Titel.
Als Steher wurden vom deutschen Verband Erich Möller und Paul Krewer nominiert, nicht jedoch der Weltmeister von 1928 und zweifache Deutsche Meister Walter Sawall: „[...] wie eine Bombe hat diese Nachricht in der deutschen Radsportgemeinde eingeschlagen“. Als Grund für die Nichtnominierung vermutete die Presse Streitigkeiten um die Gagen zwischen dem Rennfahrer-Verband und dem Bund Deutscher Radfahrer (BDR), die dazu geführt hatten, dass wenige Wochen zuvor die Deutschen Stehermeisterschaften ausgefallen waren. Der BDR führte jedoch als Grund das enttäuschende Ergebnis von Walter Sawall bei der WM im Jahr zuvor an. Möller sicherte sich schließlich den WM-Titel: „Ende gut, alles gut“, schrieb der Illustrierte Radrennsport und pries den neuen Weltmeister als 

„einen der besten Radfahrer, die Deutschland je hervorgebracht hat, einer der seinen Beruf äußerst ernst nimmt, von Ehrgeiz und Fanatismus beseelt ist, solide und sporgerecht lebt, fleißig trainiert und auf der Höhe ist, wenn es darauf ankommt“

Die fünf angereisten deutschen Sprinter hingegen erlebten ein „Debakel“.
Verärgert äußerte sich der Chefredakteur des Illustrierten Radrenn-Sports über die Arbeitsbedingungen für die Presse. Nachdem man in vergangenen drei Jahren bei Weltmeisterschaften gute Arbeitsbedingungen vorgefunden habe, sei man in Belgien „links liegen gelassen“ worden: 

„Nur die französischen und belgischen Pressevertreter (!) werden umschmeichelt; sie erhalten die besten Presseplätze, während sich die anderen um die paar übrigbleibenden raufen müssen“

Die Weltmeisterschaften wurden von einer Fülle von Festlichkeiten umrahmt, da sie mit den Feiern zur hundertjährigen Unabhängigkeit von Belgien zusammenfielen. Ebenfalls aus diesem Anlass war das „Heysel-Stadion“ erst kurz zuvor als „Stade du Centenaire“ („Stadion der Hundertjahrfeier“) eingeweiht worden. Die Erinnerungen an den Ersten Weltkrieg waren allerdings noch frisch: Der Oberbürgermeister von Brüssel, Max, war im Krieg von den Deutschen interniert gewesen. Als der frischgebackene Weltmeister Erich Möller mit deutschem Anhang zur Ehrung in die Loge kam, verließ der Bürgermeister sie.

## Resultate der Berufsfahrer
| Disziplin                 | Platz | Land               | Athlet           |
| ------------------------- | ----- | ------------------ | ---------------- |
| Fliegerrennen über 1000 m | 1     | Frankreich         | Lucien Michard   |
|                           | 2     | Niederlande        | Piet Moeskops    |
|                           | 3     | Königreich Italien | Orlando Piani    |
| Steherrennen über 100 km  | 1     | Deutsches Reich    | Erich Möller     |
|                           | 2     | Frankreich         | Georges Paillard |
|                           | 3     | Frankreich         | Robert Grassin   |

## Resultate der Amateure
| Disziplin                 | Platz | Land                   | Athlet           |
| ------------------------- | ----- | ---------------------- | ---------------- |
| Fliegerrennen über 1000 m | 1     | Frankreich             | Louis Gérardin   |
|                           | 2     | Vereinigtes Königreich | Syd Cozens       |
|                           | 3     | Königreich Italien     | Bruno Pellizzari |